# Moda (Kadıköy)
Moda és un barri cosmopolita en la part asiàtica de la ciutat d'Istanbul en el districte comercial Kadıköy, i situat a la península amb el mateix nom (Moda Burnu).
Els barris de Turquia no tenen estatus legal, per tant, Moda està dividida en diverses mahalles de Kadıköy.
La Casa-Museu de Barış Manço, famós cantautor turc es troba en Moda. A part el barri té una mesquita (Moda Camii) i dues esglésies. Una de les esglésies (Fransız Katolik Kilisesi – Notre-Dame de L'Assomption) és catolica i l'altra (All Saints Moda Kilisesi) protestant.
La "Fundació d'Història" a Istanbul ha fet Una investigació sobre el barri de Moda el 2003, dins del seu projecte anomenat "Veus de la Mediterrània".
Amb l'ajuda de l'Ajuntament de Kadıköy, s'ha fundat un Cercle de Voluntaris de Moda al novembre de 1999, amb el de cap de preservar el llegat històric del barri. També exist un "Moda Platformu", una organització civil.